# Státní plánovací komise

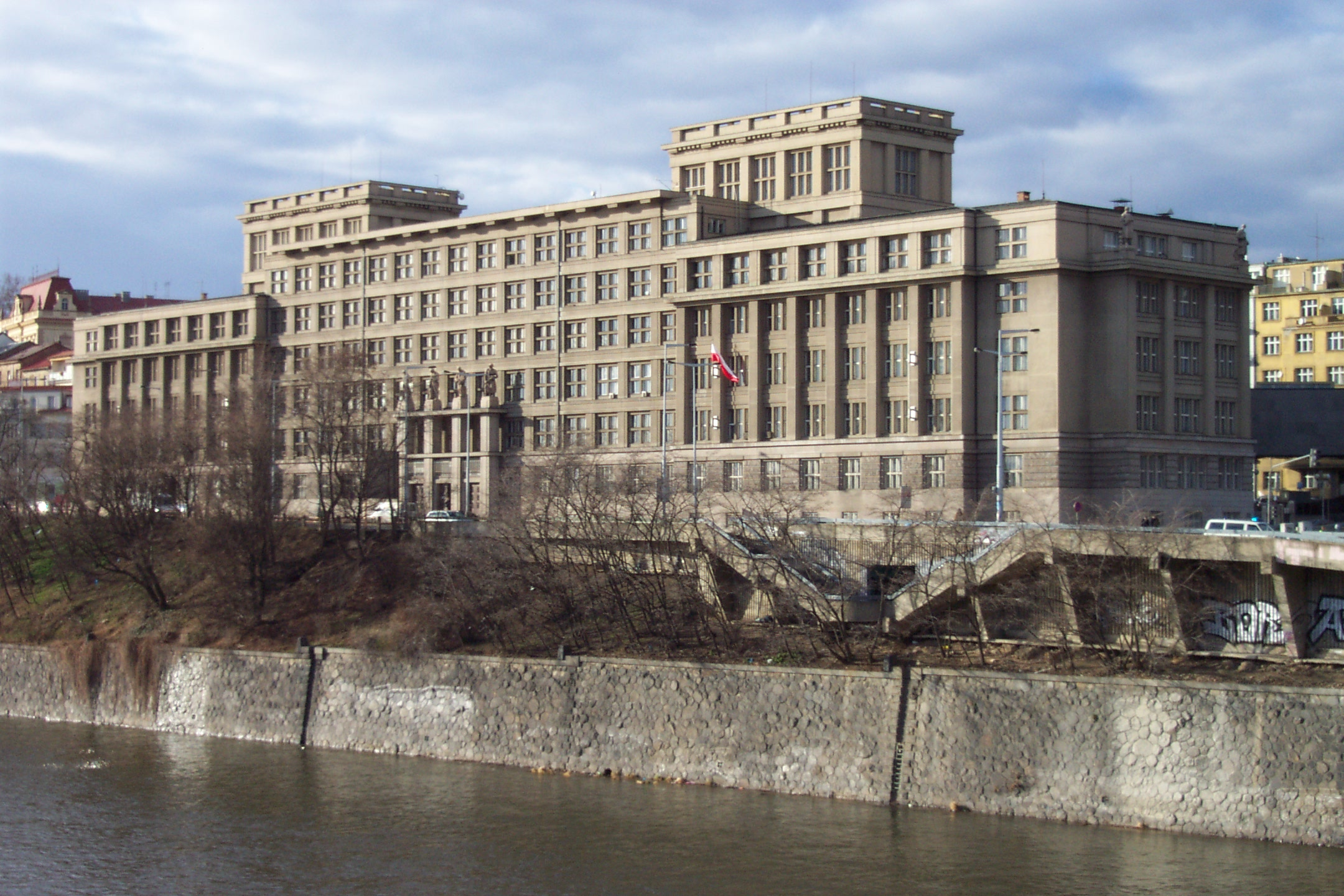
Gebäude der ehemaligen staatlichen Planungskommission, nun ein Sitz der Finanzbehörde.

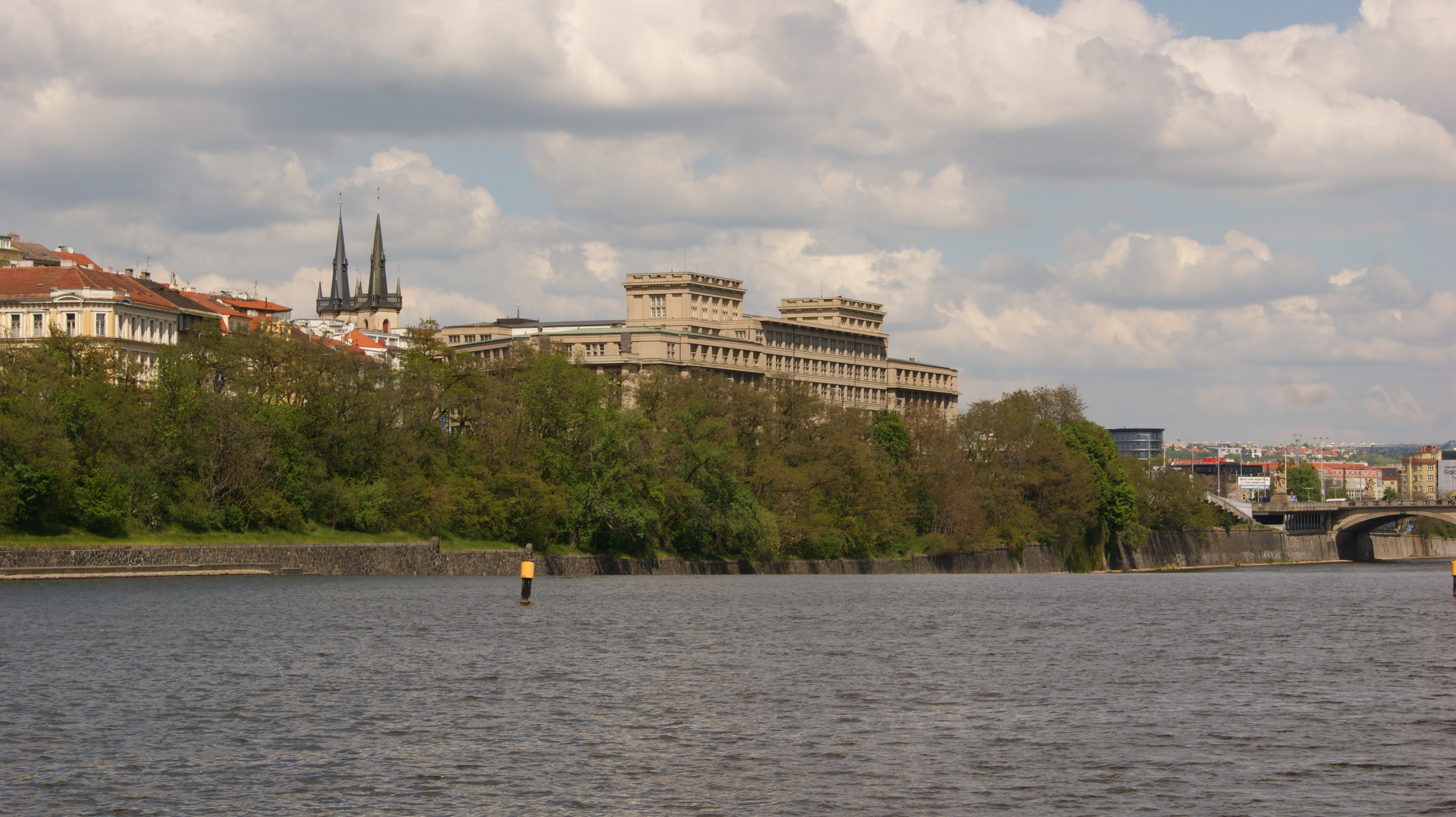
Blick von der Moldau auf einen Teil von Holešovice.

Die Státní plánovací komise (Abkürzung: SPK, dt.: Staatliche Planungskommission) war eines der wichtigsten Instrumente der realsozialistischen Politik der zentralen Wirtschaftsplanung und deren Durchsetzung in der Tschechoslowakei. Die Kommission zeichnete verantwortlich für die Erstellung der Fünfjahrespläne. Die Staatliche Planungskommission hatte den Sitz in Prag, direkt am Ufer der Moldau.

## Geschichte

### Planungskommission
Die Kommission wurde noch in der stalinistischen Phase am 22. Juli 1959 mit dem Gesetz 41/1959 errichtet als die Nachfolgeeinrichtung des Staatlichen Planungsbüros (Státní plánovací úřad) vom 12. März 1949. Aufgelöst wurde die Planungskommission erst im Zuge des Übergangs zu der Marktwirtschaft. Entsprechend dem damaligen Aufbau des Staates wurde für die Slowakei ein untergeordnetes Organ errichtet, die Slowakische Planungskommission, eine tschechische Kommission gab es dagegen nicht.

### Gebäude
Der Kern des Gebäudes ist aus Stahlbeton und wurde 1926 bis 1929 gebaut für die tschechische Arbeiter-Unfallversicherungsanstalt. Architekt war Jaroslav Rössler, ein Schüler von Jan Kotěra. Das Gebäude mit der markanten monumentalistischen Fassade verfügt über mehr als 700 Zimmer. Die Fassade ist überwiegend zur Moldau ausgerichtet. Über dem Haupteingang befinden sich allegorische Statuen von Arbeitern von Josef Mařatka. Die Innenwände sind mit poliertem Marmor bzw. aus Granit, im Freien mit Kalkstein ausgeführt.
Das architektonisch sehr dominante Gebäude der ehemalige staatliche Planungskommission steht unter Denkmalschutz und liegt im Stadtbezirk Prag 7, Stadtteil: Holešovice und ist heute ein Sitz der Finanzbehörde.

## Aufgaben und Ziele
Die Hauptaufgabe der Staatlichen Planungskommission war die Ausarbeitung des Plans zur Entwicklung der Volkswirtschaft (Zentralverwaltungswirtschaft). Diese Pläne wurden dann der Regierung zur Genehmigung und Umsetzung vorgelegt.
Die Struktur und die Aufgaben dieser Behörde entsprachen denen der Staatlichen Plankommission der DDR bzw. der entsprechenden Institutionen in anderen Ostblockländern. Sie sollte durch die maximale Nutzung der wirtschaftlichen und Naturressourcen das materielle und kulturelle Niveau der Bevölkerung heben und somit die Bedingungen zum raschen Übergang vom Sozialismus zu Kommunismus schaffen. Eine entsprechende Struktur und Aufgaben (mit einigen Besonderheiten) besaß auch die Slowakische Planungskommission, wie sich im Einzelnen aus dem Gesetz 45/1959 ergibt.
Die genauen Struktur, Aufgaben, Statut und Ziele der Kommission wurden im Gesetz 44/1959 reguliert. Dem Wortlauf dieses Gesetzes nach waren die wichtigsten:
- Planentwürfe der weiteren ökonomischen Entwicklung auszuarbeiten und diese der Regierung vorzulegen
- die Rahmenmaßnahmen im Bereich der Preisbildung auszuarbeiten
- den Wachstum der Arbeitsproduktivität und der Technologie in der Produktion sichern
- die Entwicklung der tschechoslowakischen Wirtschaft als einen Bestandteil der Entwicklung des gesamten sog. sozialistischen Lagers zu begreifen und daher die Begebenheiten der internationalen Arbeitsteilung und Kooperation berücksichtigen
- mit der Wichtigkeit dieser Ziele alle Werktätigen bekannt zu machen und sie für diese Ziele zu gewinnen

Für diese Aufgaben standen der Kommission zahlreiche Instrumente zur Verfügung wie das Staatliche Komitee für die Technikentwicklung, das Staatliche Komitee für den Aufbau, die Staatliche Lohnkommission u. a. Sie wurde außerdem mit Vollmachten ausgestattet, die eine komplexe Einbindung aller untergeordneter Organe bis hin zur Gemeindeebene und einzelnen Produktionsstätten gewährleisteten.
Mit dem Übergang zur Marktwirtschaft nach der sog. samtenen Revolution von 1989 verlor die Kommission ihre Berechtigung und wurde aufgelöst.

## Organisation
Die Kommission wurde geleitet vom jeweiligen stellvertretenden Ministerpräsidenten des Landes, der zugleich den Rang des Vorsitzenden der Kommission innehatte. Zu den hochrangigen Mitgliedern gehörten wichtige Minister aus den verschiedenen wirtschaftlichen Ressorts, Finanzen sowie weitere Experten aus den Bereichen Wirtschaft, Wissenschaft, Technik usw. Die Mitglieder der Kommission wurden durch den Staatspräsidenten ernannt (bzw. entlassen) auf Vorschlag der Regierung, die auch die Zahl der Mitglieder regelte.
Die Staatliche Planungskommission hatte ihren eigenen Behördenapparat und war de facto das größte und wichtigste Ministerium.

### Bekannte Mitglieder
Zu den bekannten Mitgliedern der Staatlichen Planungskommission gehörten Ota Šik oder Oldřich Černík. Daneben waren folgende Personen in leitenden Positionen tätig:
- Otakar Šimůnek, Vorsitzender der Staatlichen Planungskommission im Rang eines Ministers (22. Juni 1954 bis zu seiner Ablösung durch Alois Indra am 11. Juli 1962).
- František Vlasák (Vorsitzender der Staatlichen Planungskommission bis 30. April 1968 im Rang eines Ministers),
- Václav Hůla (Vorsitzender der Staatlichen Planungskommission 1969/70),
- Karol Martinka (stellvertretender Vorsitzender der Staatlichen Planungskommission ab 1. Januar 1971),
- Karol Martinka (Vorsitzender der Staatlichen Planungskommission bis 11. September 1972 im Rang eines Ministers),
- Pavol Bahyl (Vorsitzender der Staatlichen Planungskommission 25. Januar 1973 – 14. Dezember 1973 im Rang eines Ministers),
- Vladimír Janza (Vorsitzender der Staatlichen Planungskommission ab 14. Dezember 1973 im Rang eines Ministers),
- stellvertretender Ministerpräsident Václav Hůla und zugleich Vorsitzender der Staatlichen Planungskommission (bis 1976),
- Václav Hůla, stellvertretender Ministerpräsident, zugleich mit der Leitung der Staatlichen Planungskommission beauftragt (1976–1981),
- Vladimír Janza (stellvertretende Vorsitzende der Staatlichen Planungskommission 1976–1981 im Rang eines Ministers),
- Jiří Rusnok arbeitete nach seinem Abschluss der Wirtschaftsuniversität Prag ab etwa 1984 als Referent in der Staatlichen Planungskommission und leitete später eine Abteilung im Ministerium für strategische Planung.[7]
- Jaromír Žák war, neben mehreren anderen Regierungsfunktionen, ab dem 19. Juni 1989 Vorsitzender der Staatlichen Planungskommission (und zugleich stellvertretender Premierminister).
- Der letzte Vorsitzende der Staatlichen Plankommission war Vladimir Dlouhy.